# Brent (borough)
Pronunciação
Brent é um borough da Região de Londres, na Inglaterra. As principais áreas são Kilburn, Wembley e Willesden. Sua população é de 320 762 habitantes.
O nome do borough vem do rio Brent, que passa por perto.

## Pessoas ligadas à comuna
- Blaise Metreweli (1977), chefe do MI6.